# Іванчо Іван Васильович
Іван Васильович Іванчо — український політик. Генеральний Консул України в м. Ніредьгазі; член Ради НС «Наша Україна» (з 03.2005), почесний громадянин Мукачева.

## Біографія
Народився 04.07.1946 року у м. Мукачево в родині службовців.

## Освіта
З 1953 по 1964 рік навчається у Мукачівській СШ номер 20. Закінчив у 1974 році Ужгородський державний університет, за фахом-економіст.

## Кар'єра
З вересня 1964 року по жовтень 1965 року працює слюсарем на Мукачівському верстатобудівному заводі імені С. М. Кірова. З жовтня 1965 по червень 1968 року — на військовій службі. З серпня 1968 по квітень 1972 року працює на Мукачівському верстатобудівному заводі імені С. М. Кірова на різних посадах. З 1972 по 1977 роки перебуває на комсомольській роботі Закарпатського обкому комсомолу. З січня 1978 року працює інструктором Закарпатського обкому Компартії України.

## Політична діяльність
У 1978 році обирається секретарем, а згодом другим секретарем Берегівського райкому партії.
З червня 1984 по квітень 1992 року Іванчо І. В. обирається головою виконкому та головою Берегівської районної ради народних депутатів.
З квітна 1992 по червень 1993 року Іванчо І. В. працює начальником управління зовнішніх економічних зв'язків Міністерства зовнішніх економічних зв'язків та торгівлі України по Закарпатській області.
В серпні 1994 року обирається першим заступником голови Закарпатського обласного виконавчого комітету, згодом призначається першим заступником голови Закарпатської обласної державної адміністрації.
В квітні 1998 обраний головою Закарпатської обласної ради. На цій посаді працює 4 роки. Він брав найактивнішу участь у допомозі населеним пунктам та громадянам області у ліквідації наслідків повеней у 1998 та 2001 роках.
З травня 2002 по травень 2006 року є народним депутатом України IV скликання.
За роки трудової діяльності обирався 5 разів депутатом Закарпатської обласної ради, 6 разів депутатом Берегівської районної та міської рад. Іванчо І. В. — державний службовець I рангу.
З серпня 2007 по лютий 2008 року Іванчо І. В. працював радником голови Секретаріату Президента України, з лютого 2008 по 2011 рік — на дипломатичній роботі, був Генеральним консулом України у Ніредьгазі, Угорська Республіка.

## Родина
Дружина — Іванчо Галина Григорівна (1952) — головний бухгалтер ТОВ «Стефгал»; син — Олексій (1975) — директор ТОВ «Енергоресурси»; донька — Наталія (1980). Онуки — Александра, Андрій, Анастасія, Віктор та Галина.

## Нагороди та відзнаки
За особистий внесок в соціально-економічний розвиток району Іванчо І. В. присвоєно високе звання «Почесний громадянин Берегівського району». За роки роботи у Верховній Раді він є автором 27 Законів України та постанов Верховної Ради. Іванчо І. В. нагороджений трьома медалями СРСР, орденом «За заслуги» III ступеня, Почесними грамотами Верховної Ради та Кабінету Міністрів України, Закарпатської обласної ради, церковними нагородами, вищими відзнаками Міністерства з надзвичайних ситуацій та Міністерства внутрішніх справ України. У 2000 році Указом Президента України Іванчи І. В. присвоєно звання «Заслужений економіст України». 24 травня 2005 року йому присвоєно високе звання «Почесний громадянин міста Мукачева».

## Захоплення
Володіє угорською мовою.
Захоплення: полювання, садівництво, виноградарство.